# مجمل‌الاقوال فی الحکم و الامثال
مجمل‌الاقوال فی الحکم و الامثال کتابی است نوشته احمد بن احمد بن احمد دمانیسی سیواسی در سده هفتم قمری. در این کتاب دمانیسی، بخشی از آیات، اقوال، امثال و ابیات عربی را به فارسی برگردانده است.
در این کتاب بیش از دو هزار مثل عربی که در بیشتر متون ادبی، تاریخی و دیوان‌های شعری به کار رفته‌اند ذیل هفتاد و هفت موضوع انتخاب و بخش‌بندی شده‌اند.
گاه همانند فارسی امثال نیز ذکر شده و نویسنده حدود سه چهارم کتاب را با نثری فارسی نیز گزارش کرده‌است.
نویسنده مجمل‌الاقوال درباره هدف خود از برگردان متن به فارسی نوشته‌ است: «چون می‌خواست که فایده آن عامتر و نفع آن تمام‌تر باشد و اصناف مردم را از او بهره و نصیب بود التزام نمود که تمامت کتاب من اوله الی آخره از آیت و اخبار و امثال و اشعار جمله به پارسی مترجَم باشد.»
دست‌نوشته این اثر در ۱۶۳ برگ دو رو یعنی ۳۲۶ صفحه است با جلدی چرمین.
کتاب «مجمل الاقوال فی الحکم و الامثال» نوشته فاطمه توکلی رستمی از سوی انتشارات کتابخانه، موزه و مرکز اسناد مجلس شورای اسلامی در سال ۹۳ منتشر شده است.